# FHIT
FHIT (англ. Fragile histidine triad) – білок, який кодується однойменним геном, розташованим у людей на короткому плечі 3-ї хромосоми.  Довжина поліпептидного ланцюга білка становить 147 амінокислот, а молекулярна маса — 16 858.
| 10         |  | 20         |  | 30         |  | 40         |  | 50         |
| ---------- |  | ---------- |  | ---------- |  | ---------- |  | ---------- |
| MSFRFGQHLI |  | KPSVVFLKTE |  | LSFALVNRKP |  | VVPGHVLVCP |  | LRPVERFHDL |
| RPDEVADLFQ |  | TTQRVGTVVE |  | KHFHGTSLTF |  | SMQDGPEAGQ |  | TVKHVHVHVL |
| PRKAGDFHRN |  | DSIYEELQKH |  | DKEDFPASWR |  | SEEEMAAEAA |  | ALRVYFQ    |

A: Аланін

C: Цистеїн

D: Аспарагінова кислота

E: Глутамінова кислота

F: Фенілаланін

G: Гліцин

H: Гістидин

I: Ізолейцин

K: Лізин

L: Лейцин

M: Метіонін

N: Аспарагін

P: Пролін

Q: Глутамін

R: Аргінін

S: Серин

T: Треонін

V: Валін

W: Триптофан

Кодований геном білок за функціями належить до гідролаз, фосфопротеїнів. 
Задіяний у таких біологічних процесах як апоптоз, транскрипція, регуляція транскрипції. 
Білок має сайт для зв'язування з нуклеотидами, іоном марганцю. 
Локалізований у цитоплазмі, ядрі, мітохондрії.